# Fujiko Nakaya

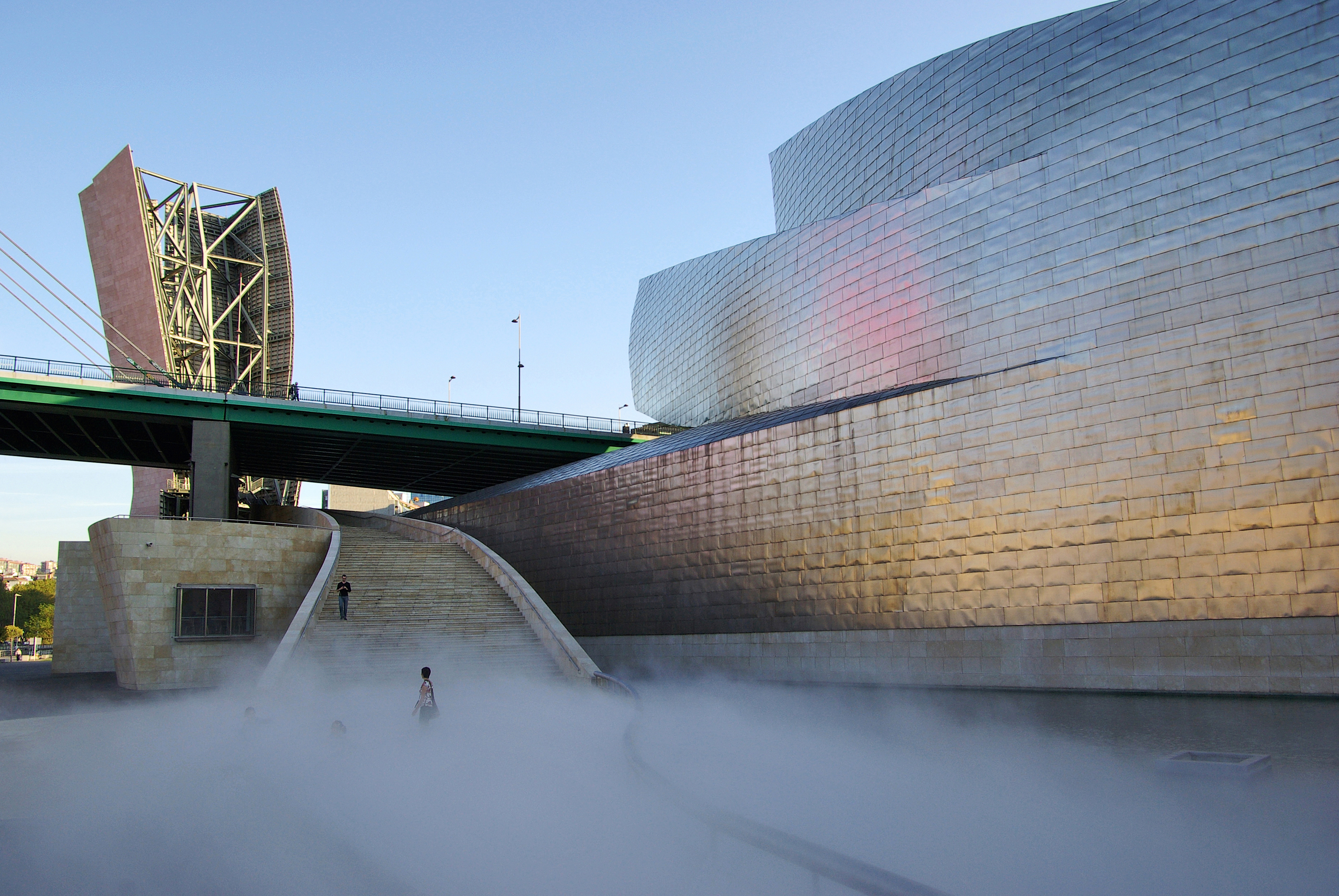
Nebel-Installation, Bilbao (Foto: 2009)

Fujiko Nakaya (japanisch 中谷 芙二子, Nakaya Fujiko; * 15. Mai 1933 in Sapporo, Japanisches Kaiserreich) ist eine japanische Bildhauerin und Installationskünstlerin.

## Leben und Werk
Fujiko Nakaya wurde 1933 in Sapporo geboren. Nach ihrem Abschluss an der Japan Women’s University High School studierte Nakaya an der Northwestern University (Illinois, USA). 1957 schloss sie ihr Studium mit einem Bachelor of Arts ab und studierte bis 1959 Malerei in Paris und Madrid. 1960 wurden einige ihrer Ölgemälde in der Sherman Art Gallery in Chicago gezeigt. Danach kehrte sie nach Japan zurück und hatte 1962 eine Einzelausstellung in der Tōkyō Galerie, in der 12 ihrer Ölgemälde ausgestellt wurden.
1964 traf Fujiko Nakaya bei der Merce Cunningham dance company zum ersten Mal auf Robert Rauschenberg und freundete sich mit ihm an. Auch Deborah Hay lernte sie zu diesem Zeitpunkt kennen. 1966 lud Hay sie in New York dazu ein, gemeinsam mit Robert Rauschenberg Teil ihrer Performance-Arbeit zu werden. Im selben Jahr formierte sich um Rauschenberg die Künstlervereinigung Experiments in Art and Technology (E.A.T.). Als diese 1968 nach Japan kamen, um den Pepsi-Pavillon für die Weltausstellung Ōsaka 1970 vorzubereiten, begleitete Nakaya sie als Projektmanagerin und bekundete ihr Interesse, selbst einen Teil zur Ausstellung beizutragen. Da dem Künstlerkollektiv der Kuppelbau nicht gefiel, überlegten sie, ihn zu verhüllen. Nakaya experimentierte zu diesem Zeitpunkt bereits mit Wasserdämpfen, und so baten sie die Künstlerin, die Kuppel mit einer Nebelskulptur zu verhüllen. Sie forschte zuerst ausführlich alleine, weil es der Künstlerin wichtig war, einen Nebel auf Wasserbasis zu erzeugen. Später bekam sie Unterstützung von dem  Wolkenphysiker Thomas Mee, der die passenden Düsen für den Nebel herstellte, sodass der Pepsi-Pavillon pünktlich zur Ausstellung mit 2200 Düsen versehen und mit Fujiko Nakayas erster Nebelskulptur verhüllt werden konnte.
Seit den 1970ern erzeugte Nakaya mehrere standortspezifische Nebelinstallationen. Dafür reiste sie zum Beispiel nach Sydney, Paris oder Bilbao. Ihre Skulpturen variierten sowohl in der Größe als auch in der Landschaft. Sie arbeitete auch z. B. mit der Choreographin Trisha Brown oder dem Musiker David Tudor zusammen, um den Installationen durch Tanz- und Musikelemente andere Stimmungen zu verleihen. Sie versuchte dann aber ganz allgemein, über ihre Installationen den Menschen mit der Natur zusammenzubringen. Beeinflusst wurde sie dabei auch von ihrem Vater, dem Experimentalphysiker Nakaya Ukichirō (中谷宇吉郎; 1900–1962), dem es weltweit zum ersten Mal gelungen war, künstliche Schneekristalle herzustellen. Später befasste sich Fujiko Nakaya auch mit gesellschaftskritischen Themen. So war ihr erstes Video der Minamata-Krankheit gewidmet.
Ebenfalls seit den 1970er Jahren gilt Nakaya als eine Schlüsselfigur der Videokunstszene in Japan. Sie begann auf Einladung des kanadischen Videokünstlers Michael Goldberg mit Videos zu arbeiten und organisierte 1972 im Sony Building in Ginza zusammen mit Katsuhiro Yamaguchi die erste Ausstellung für Videokunst in Japan. Anlässlich der Ausstellung wurde das Videokollektiv Video Hiroba gegründet, dem sich auch Fujiko Nakaya anschloss. Zwischen den 1970ern und 1990ern arbeitete sie sowohl an Einzelprojekten als auch gemeinsam mit zum Beispiel Katsuhiro Yamaguchi, Yoshiaki Tono und Nobuhiro Kawanaka.
Ihre eigene Videokarriere, die sie 1979 beendete, ist dokumentiert durch Videos wie Static of the Egg (1974), in dem sie versucht, ein Ei zu balancieren, oder Pond (1976), in dem man sein eigenes Gesicht im virtuellen Wasser sehen kann.
1980 gründete Fujiko Nakaya mit der Video Gallery SCAN die erste Videogalerie in Japan und ab 1987 organisierte sie das Japan International Video Television Festival in Tokio. Bei den Festivals lernte sie andere etablierte Künstlerinnen und Künstler kennen, so wie z. B. Dumb Type, die inzwischen durch Fujiko Nakaya beeinflusste Arbeiten ausstellen.
Für die Wiedereröffnung des Exploratoriums in San Francisco 2013 entstand die Installation Fog Bridge, die sich über die Brücke zwischen dem 15. und dem 17. Pier erstreckt. Das Besondere an dieser Installation war, dass die San Francisco Bay Area bekannt ist für ihren dramatischen Nebel. Zudem wurde die Installation im Jahr 2014 als Reaktion auf die mehrjährige Dürre in Kalifornien für einige Zeit abgeschaltet, bis für den Betrieb mit entsalztem Wasser aus der Bucht umgebaut wurde. 2017 zeigte sie Nebel-Installationen in der Tate Gallery of Modern Art in London, arbeitete an Projekten in Japan, Amerika und den Niederlanden und hatte von Oktober 2018 bis Januar 2019 im Kunstmuseum Mito (水戸芸術館) eine umfassende Ausstellung.
2018 erhielt Nakaya den Praemium Imperiale genannten Preis im Bereich Skulptur. Sie gehört damit, alle Preis-Bereiche eingeschlossen, zu den wenigen japanischen Preisträgern wie Tadao Andō, Akira Kurosawa, Kenzō Tange, Seiji Ozawa oder Mitsuko Uchida. 2023 wurde sie mit dem Wolf-Preis in Arts ausgezeichnet.
Im April 2022 erhielt Fujiko Nakaya mit Nebel leben ihre erste Retrospektive außerhalb Japans. Sie fand im Haus der Kunst in München statt, wofür sie eigens zwei neue Installationen schuf.